# Miss Univers 2011
L'élection de Miss Univers 2011 est la 60e édition du concours de beauté Miss Univers qui a eu lieu le 12 septembre 2011 à São Paulo (Brésil). La gagnante, l'Angolaise Leila Lopes, succède à la Mexicaine Jimena Navarrete, Miss Univers 2010.

## Résultats
| Résultat final    | Candidate |
| ----------------- | --- |
| Miss Univers 2011 | - Angola – Leila Lopes |
| 1re dauphine      | - Ukraine – Olesya Stefanko |
| 2e dauphine       | - Brésil – Priscila Machado |
| 3e dauphine       | - Philippines – Shamcey Supsup |
| 4e dauphine       | - Chine – Luo Zilin |
| Top 10            | - France – Laury Thilleman - Portugal – Laura Gonçalves § - Costa Rica – Johanna Solano - Australie – Scherri-Lee Biggs - Panama – Sheldry Sáez                                   |
| Top 16            | - Colombie – Catalina Robayo - Venezuela – Vanessa Gonçalves - Pays-Bas – Kelly Weekers - États-Unis – Alyssa Campanella - Porto Rico – Viviana Ortiz - Kosovo – Afërdita Dreshaj |

§ = Choix du Public

## Scores finaux
Voici les scores établis par le jury final de l'élection (en maillot de bain, en robe de soirée). Sachant que les notes de la question finale ne sont jamais affichées à l'écran.
Les résultats ci-dessous ont été dévoilés en juillet 2012 par la société afin de démontrer qu'aucune candidate n'a été plébiscitée à la suite des réclamations de Miss Colombie et Miss Venezuela favorites de la compétition mais aucune d'entre elles n'a atteint le Top 10.
À savoir que les notes attribuées par le jury n'ont jamais été aussi serrées, ainsi la Miss Brésil étant en 9e position passe 4e lors de l’épreuve de la robe de soirée.
| Pays        | Maillot de bain | Robe de soirée | Interview |
| ----------- | --------------- | -------------- | --------- |
| Angola      | 9.700 (1)       | 9.450 (2)      | 1         |
| Ukraine     | 9.300 (4)       | 9.500 (1)      | 2         |
| Brésil      | 8.420 (9)       | 9.250 (3)      | 3         |
| Philippines | 8.570 (6)       | 9.050 (4)      | 4         |
| Chine       | 9.350 (3)       | 9.040 (5)      | 5         |
| France      | 9.560 (2)       | 9.030 (6)      |           |
| Costa Rica  | 9.120 (5)       | 8.640 (7)      |           |
| Portugal    | 8.500 (7)       | 8.590 (8)      |           |
| Australie   | 8.430 (8)       | 8.410 (9)      |           |
| Panama      | 8.400 (10)      | 7.550 (10)     |           |
| Colombie    | 8.390 (11)      |                |           |
| Venezuela   | 8.250 (12)      |                |           |
| Pays-Bas    | 7.690 (13)      |                |           |
| États-Unis  | 7.500 (14)      |                |           |
| Porto Rico  | 7.100 (15)      |                |           |
| Kosovo      | 6.680 (16)      |                |           |

 Gagnante
 1re Dauphine
 2e Dauphine
 3e Dauphine
 4e Dauphine

## Les participantes
| Pays                        | Candidate                  | Âge | Taille | Ville             |
| --------------------------- | -------------------------- | --- | ------ | ----------------- |
| Afrique du Sud              | Bokang Ramaredi Montjane   | 23  | 1,75 m | Johannesburg      |
| Albanie                     | Xhesika Berberi            | 24  | 1,75 m | Shkodër           |
| Allemagne                   | Valeria Bystritskaia       | 25  | 1,75 m | Karlsruhe         |
| Angola                      | Leila Lopes                | 23  | 1,79 m | Benguela          |
| Argentine                   | Natalia Rodríguez          | 24  | 1,74 m | Buenos Aires      |
| Aruba                       | Gillain Berry              | 25  | 1,75 m | Oranjestad        |
| Australie                   | Scherri-Lee Biggs          | 20  | 1,75 m | Perth             |
| Bahamas                     | Anastagia Pierre           | 22  | 1,78 m | Nassau            |
| Belgique                    | Justine de Jonckheere      | 19  | 1,75 m | Wevelgem          |
| Bolivie                     | Olivia Pinheiro            | 27  | 1,74 m | Santa Cruz        |
| Botswana                    | Larona Motlatsi Kgabo      | 25  | 1,75 m | Gaborone          |
| Brésil                      | Priscila Machado           | 25  | 1,78 m | Farroupilha       |
| Canada                      | Chelsae Durocher           | 20  | 1,75 m | Tecumseh          |
| Chili                       | Vanessa Ceruti             | 25  | 1,78 m | Santiago          |
| Chine                       | Luo Zhilin                 | 24  | 1,84 m | Shanghai          |
| Chypre                      | Andri Karantoni            | 18  | 1,71 m | Nicosie           |
| Colombie                    | Catalina Robayo            | 21  | 1,74 m | Palmira           |
| Costa Rica                  | Johanna Solano             | 20  | 1,75 m | Heredia           |
| Corée du Sud                | Jung So-ra                 | 19  | 1,71 m | Séoul             |
| Croatie                     | Natalija Prica             | 22  | 1,76 m | Zagreb            |
| Curaçao                     | Evalina van Putten         | 18  | 1,81 m | Willemstad        |
| Danemark                    | Sandra Amer                | 21  | 1,76 m | Copenhague        |
| Égypte                      | Sara El-Khouly             | 21  | 1,78 m | Le Caire          |
| Équateur                    | Claudia Schiess            | 21  | 1,72 m | Santa Cruz        |
| Espagne                     | Paula Guilló               | 21  | 1,81 m | Elche             |
| Estonie                     | Madli Vilsar               | 20  | 1,80 m | Kuressaare        |
| États-Unis                  | Alyssa Campanella          | 21  | 1,73 m | Los Angeles       |
| Finlande                    | Pia Pakarinen              | 20  | 1,70 m | Joensuu           |
| France                      | Laury Thilleman            | 20  | 1,79 m | Brest             |
| Géorgie                     | Eka Gurtskaya              | 20  | 1,75 m | Tbilissi          |
| Ghana                       | Yayra Erica Nego           | 26  | 1,72 m | Minneapolis       |
| Grèce                       | Iliana Papageorgiou        | 20  | 1,77 m | Patras            |
| Guam                        | Shayna Jo Afaisen          | 23  | 1,65 m | Dededo            |
| Guatemala                   | Alejandra Barillas         | 25  | 1,77 m | Guatemala         |
| Guyana                      | Kara Lord                  | 23  | 1,73 m | Georgetown        |
| Haïti                       | Anedie Azael               | 22  | 1,77 m | Lauderhill        |
| Honduras                    | Keylin Gomez               | 22  | 1,70 m | San Pedro Sula    |
| Hongrie                     | Betta Lipcsei              | 22  | 1,70 m | Szarvas           |
| Îles Caïmans                | Cristin Alexander          | 23  | 1,82 m | George Town       |
| Îles Vierges britanniques   | Sheroma Hodge              | 25  | 1,75 m | Jost Van Dyke     |
| Îles Vierges des États-Unis | Alexandrya Evans           | 25  | 1,65 m | Saint Croix       |
| Îles Turques-et-Caïques     | Easher Parker              | 19  | 1,68 m | Providenciales    |
| Inde                        | Vasuki Sunkavalli          | 26  | 1,73 m | Hyderabad         |
| Indonésie                   | Nadine Alexandra Dewi Ames | 19  | 1,70 m | Jakarta           |
| Irlande                     | Aoife Hannon               | 19  | 1,78 m | Listowel          |
| Israël                      | Kim Edri                   | 18  | 1,75 m | Sdérot            |
| Italie                      | Elisa Torrini              | 22  | 1,80 m | Rome              |
| Jamaïque                    | Shakira Martin             | 25  | 1,73 m | Kingston          |
| Japon                       | Maria Kamiyama             | 23  | 1,70 m | Osaka             |
| Kazakhstan                  | Valeriya Aleïnikova        | 22  | 1,75 m | Almaty            |
| Kosovo                      | Aferdita Drešaj            | 20  | 1,83 m | Pristina          |
| Liban                       | Yara Mikhael Khoury        | 19  | 1,76 m | Beyrouth          |
| Malaisie                    | Henry Priya Deborah        | 26  | 1,79 m | Kuala Lumpur      |
| Maurice                     | Laetitia Darche            | 19  | 1,75 m | Flic en Flac      |
| Mexique                     | Karin Ontiveros            | 22  | 1,80 m | Amatitán          |
| Monténégro                  | Nikolina Lončar            | 22  | 1,78 m | Pljevlja          |
| Nicaragua                   | Adriana Dorn               | 24  | 1,75 m | Managua           |
| Nigeria                     | Sophie Gemal               | 22  | 1,72 m | Bayelsa           |
| Nouvelle-Zélande            | Priyani Puketapu           | 20  | 1,73 m | Wellington        |
| Panama                      | Sheldry Sáez               | 19  | 1,73 m | Chitré            |
| Paraguay                    | Alba Riquelme              | 20  | 1,80 m | Asuncion          |
| Pays-Bas                    | Kelly Weekers              | 21  | 1,80 m | Maastricht        |
| Pérou                       | Natalie Vértiz             | 19  | 1,83 m | Lima              |
| Philippines                 | Shamcey Supsup             | 25  | 1,71 m | General Santos    |
| Pologne                     | Rozalia Mancewicz          | 23  | 1,75 m | Pomigacze         |
| Porto Rico                  | Viviana Ortiz              | 24  | 1,76 m | Corozal           |
| Portugal                    | Laura Gonçalves            | 22  | 1,75 m | Lisbonne          |
| République dominicaine      | Dalia Fernández            | 21  | 1,73 m | Santiago          |
| Tchéquie                    | Jitka Nováčková            | 18  | 1,75 m | České Budějovice  |
| Royaume-Uni                 | Chloe-Beth Morgan          | 25  | 1,74 m | Cwmbran           |
| Roumanie                    | Larisa Popa                | 24  | 1,75 m | Slatina           |
| Russie                      | Natalia Gantimourova       | 19  | 1,81 m | Moscou            |
| Sainte-Lucie                | Joy-Ann Biscette           | 25  | 1,73 m | Castries          |
| Salvador                    | Mayra Aldana               | 24  | 1,70 m | Salvador          |
| Serbie                      | Anja Saranovic             | 21  | 1,80 m | Belgrade          |
| Singapour                   | Valerie Lim                | 25  | 1,79 m | Singapour         |
| Slovaquie                   | Dagmar Kolesárová          | 20  | 1,78 m | Revúca            |
| Slovénie                    | Ema Jagodič                | 21  | 1,76 m | Ljubljana         |
| Sri Lanka                   | Stephanie Siriwardhana     | 23  | 1,68 m | Colombo           |
| Suède                       | Ronnia Fornstedt           | 20  | 1,79 m | Södertälje        |
| Suisse                      | Kerstin Cook               | 21  | 1,80 m | Luzern            |
| Tanzanie                    | Nelly Kamwelu              | 18  | 1,72 m | Ilala             |
| Thaïlande                   | Chanyasorn Sakornchan      | 20  | 1,75 m | Chonburi          |
| Trinité-et-Tobago           | Gabrielle Walcott          | 27  | 1,70 m | Petit Valley      |
| Turquie                     | Melisa Aslı Pamuk          | 20  | 1,76 m | Istanbul          |
| Ukraine                     | Olesya Stefanko            | 22  | 1,77 m | Odessa            |
| Uruguay                     | Fernanda Semino            | 18  | 1,68 m | Montevideo        |
| Venezuela                   | Vanessa Goncalves          | 24  | 1,77 m | Caracas           |
| Viêt Nam                    | Vũ Hoàng My                | 23  | 1,71 m | Ho Chi Minh Ville |

## Ordre d'annonce des finalistes
| 1. France 2. Kosovo 3. Colombie 4. Chine 5. Angola 6. Australie 7. Porto Rico 8. Brésil 9. Pays-Bas 10. États-Unis 11. Ukraine 12. Panama 13. Costa Rica 14. Portugal 15. Philippines 16. Venezuela | 1. Australie 2. Costa Rica 3. France 4. Ukraine 5. Portugal 6. Panama 7. Philippines 8. Angola 9. Chine 10. Brésil 1. Ukraine 2. Philippines 3. Chine 4. Brésil 5. Angola |

## Retour de pays/territoires
- Dernière participation en 2002 :  Portugal
- Dernière participation en 2006 :  Chili
- Dernière participation en 2007 :  Sainte-Lucie
- Dernière participation en 2009 :  Estonie,  Îles Caïmans,  Îles Turques-et-Caïques,  Monténégro,  Viêt Nam

## Désistement de pays/territoires
- Dernière participation en 2010 :  Norvège,  Zambie